# 四正丙基氢氧化铵
四正丙基氢氧化铵是一种季铵碱，化学式为[(C3H7)4N]OH。它可由四正丙基溴化铵经强碱性阴离子树脂处理或和氧化银反应制得。它可用于制备其它含四丙基铵阳离子的化合物。